# Bonalė
Bonalė je potok na západě Litvy (Klaipėdský kraj). Pramení z jezírka v usedlosti (samotě) 1,14 km jihovýchodně od vsi Jokūbavas, na severovýchodním okraji silnice č. 216 (Kretinga - Gargždai), kterou podtéká. Většina toku (od pramene až do 0,5 km od ústí) je regulována - části meandrů jsou napřímeny, čímž se tok stal nepravidelně hranatě klikatý, většina otoček je pravoúhlých. Podobně regulované jsou i její mnohdy rozvětvené nevýznamné přítoky. Celkově směřování toku Bonalė je zpočátku k západu, u lesa Lapieniškių miškas k severu a nakonec posledních 500 m přirozeně meandruje lesíkem k severozápadu. Do říčky Bonė se vlévá jako její levý přítok 2,6 km od jejího ústí 630 m na jihovýchod od vsi Kėkštai v blízkosti populárního letního dětského (dříve „pionýrský“) rekreačního tábora s náboženskou tematikou. Protéká mezi loukami, pastvinami a podél okrajů lesíků v nepříliš zřetelně zvlněné krajině nížiny Pajūrisu. Většina toku protéká Klaipėdským venkovským okresem, posledních 1,2 km toku okresem Kretinga. Tento „přítok“ říčky Bonė je značně větší (co do délky i co do plochy povodí i co do průtoku) než její horní tok nad soutokem (tento jev v Litvě není ojedinělý).

## Přítoky
levé
- osm nevýznamných regulovaných přítoků

pravé
- šest nevýznamných regulovaných přítoků

## Obce v blízkosti toku
- Jokūbavas, Triušiai, Vytaučiai, Kuršeliai, Trakiai, Kėkštai

## Jazykové souvislosti
Název je zdrobnělinou názvu nadřazeného toku.

## Galerie
- Soutok s říčkou Bonė (vlevo) u vsi Kėkštai v suchém období